# 0-ві до н. е.

## Події
- Правління в Римській імперії імператора Октавіана Августа
- Римські полководці Тиберій та Друз вели війни з германськими племенами.
- Понтійське царство знаходилося під контролем Римської імперії та вело проримську політику в регіоні.

## Діяльність
- Ірод I Великий був царем Юдеї.

## Народились
- Ісус Христос— одна з центральних фігур у християнстві
- Іван Хреститель, християнський святий